# Symplectoscyphus vanhoeffeni
Symplectoscyphus vanhoeffeni is een hydroïdpoliep uit de familie Sertulariidae. De poliep komt uit het geslacht Symplectoscyphus. Symplectoscyphus vanhoeffeni werd in 1930 voor het eerst wetenschappelijk beschreven door Totton. 